# Бово
Бово (фр. Beauvau) насеље је и општина у западној Француској у региону Лоара, у департману Мен и Лоара која припада префектури Анже.
По подацима из 2011. године у општини је живело 249 становника, а густина насељености је износила 31,2 становника/km². Општина се простире на површини од 7,98 km². Налази се на средњој надморској висини од 83 метара (максималној 90 m, а минималној 33 m).

## Демографија
| 1962. | 1968. | 1975. | 1982. | 1990. | 1999. | 2011. |
| ----- | ----- | ----- | ----- | ----- | ----- | ----- |
| 221   | 222   | 201   | 176   | 196   | 209   | 249   |

График промене броја становника у току последњих година